# Helsingør
 Denne artikel handler om selve byen Helsingør. Ordet Helsingør bruges ofte også som en kort betegnelse for Helsingør Kommune.
 "Elsinore" omdirigeres hertil. For andre betydninger af Elsinore, se Elsinore (flertydig).
Helsingør er en by ved kysten i det nordøstlige Nordsjælland. Helsingør er centrum for Nordsjællands største kommune og det fjerdestørste byområde på Sjælland efter København, Roskilde og Hørsholm, samt det fjortende største byområde i Danmark.  Byen er beliggende ved den smalleste del af Øresund og er en havne- og færgeby med hyppige afgange via bilfærge samt passagerfærge til Helsingborg i Skåne. Helsingør er verdenskendt for kongeslottet Kronborg og takket være Shakespeares skuespil Hamlet. Helsingør er regionalt handelsområde for Nordsjælland inden for en del produktområder også den svenske side af Øresund. Byens omkring 500 butikker har et handelsopland på over 500.000 kunder inden for cirka 30 minutters kørsel.

## Navn og etymologi
Dette afsnit eller denne liste er kun påbegyndt. Hvis du ved mere om emnet, kan du hjælpe Wikipedia ved at tilføje mere.
Navnet Helsingør nævnes i Kong Valdemars Jordebog fra 1231 som Hælsingør, der kommer af betegnelsen helsinger, der er beboerne ved halsen, hvor halsen hentyder til Øresunds smalleste sted. Efterleddet -ør(e) betyder 'gruset strandbred'. Navnet betyder altså "Helsingernes grusede strandbred".
Helsingør udtales med tryk på sidste stavelse, i modsætning til fx Dragør, der har tryk på første stavelse.

## Historie
Helsingør var oprindeligt beliggende på den yderste spids af Nordøstsjælland på en stribe gruset strandbred (ør). 
Ifølge Arild Huitfeldt skal der allerede i 1288 have ligget en by og en borg, idet der berettes, at den norske konge Erik Præstehader, som havde taget parti for Erik Klippings mordere, femtedagen efter St. Peders dag lagde sig med en flåde for "Helsingør“, og "anden dag efter begav kongen sig til lands og brændte Helsingør udi aske." Folket flygtede ind på "Flynderborg“.
Et kongebrev som tildeler privilegier til kapitlet i Roskilde er i 1308 udstedt fra Helsingør ("Helsingoræ"), og ikke fra Flynderborg. Tre år blev byen ødelagt af hansestædernes flåde, og dette gentog sig i 1372. Flynderborg nævnes end ikke dengang som tilflugtssted. Det første kendte dokument, hvori Helsingør nævnes som by, er dateret den 22. juli 1389. Næste gang Helsingør ("Helssinkyre") nævnes er i en skippers afkaldsbrev på et strandet skib fra Hamborg dateret den 3. Maj, 1393.

### Sundtoldbyen
På Erik af Pommerns tid (omtrent 1423) nedrev man den gamle borg, hvorefter man opførte en ny, kaldet Krogen eller Ørekrog. Samtidig gav  kongen byen store begunstigelser og privilegier, hvad der utvivlsomt forklares ved indførelsen af sundtolden omkring 1425.  Hidtil havde byen ikke været meget betydelig, da der indtil den tid endnu var en købstad ved Søborg, ligesom Dragør, Malmø, Skanør og Falsterbo var vigtige markedspladser og fiskelejer ved Sundet. Ydermere var omegnen næsten helt bevokset med skov. Men Erik af Pommerns privilegier og Sundtoldens indførelse betyd et stærkt opsving for den strategisk velbeliggende by. Ved privilegium af 1416 gav kongen 10 års skattefrihed for dem, som byggede stenhuse. Borgerne fik desuden fri ildebrændsel af allehånde træer, undtagen eg og bøg: "for at vor nye Købstad paa Ørekrog des bedre og raskere bygges og koffres maa". Den 2. juni 1426 gav kongen atter privilegier for "den nye By paa Krogen", der dengang allerede havde borgmester og rådmand, og den 13. marts 1441 fornyede Christoffer af Bayern disse privilegier for Helsingør. Den 3. juli 1456 gav Christian I stadfæstelse og forbedring af privilegierne, af hvilket dokument ses, at sildefiskeriet i efteråret endnu dengang var af betydning for byen, og at det var almindeligt for borgerne at have svin på olden i de omliggende store skove. Helsingørs usædvanlig store svinehold menes at have været hovederhvervet forud for sundtoldens indførelse. Byens privilegier stadfæstedes atter den 7. marts 1516, den 16. juni 1540 og den 10. maj 1561.
Det er rimeligvis fra denne Helsingørs blomstringsperiode i 1400-tallets første halvdel, at dens to kirker stammer, ligesom også dens tre klostre er fra denne tid. Uden for byen, hvor senere Marienlyst Slot kom til at ligge, lå gråbrødreklostret St. Anne Kloster, stiftet 1420 af Erik af Pommern, som dertil henlagde St. Anne Kapel. Klosterkirken indviedes den 27. januar 1427. I 1496 bragtes munkene til observants af gråbroderen Anders Glob. Ved reformationen ophævedes gråbrødreklostret; bygningen er sikkert blevet nedrevet i midten af det 16. 1500-tallet, og på dets grund lod Frederik II i 1580’erne opføre lystslottet "Lundehave".
I den modsatte udkant af byen, tæt ved den søndre port, Svingelport, og i det kvarter, som gennemskæres af Munkegade, Sortebrødrestræde (i mange år fejlagtigt navngivet Gråbrødrestræde) og Klostergade, lå Sortebrødreklosteret. Det var stiftet af Christoffer af Bayern ved gavebrev af 3. marts 1441 og indviet til dominikanernes sædvanlige værnehelgen, Sankt Nicolaus. Klosteret blev i 1536 skænket af Christian III til Helsingør by til et almindeligt hospital, og ved brev af 3. februar 1541 forenedes dermed Sankt Jakobs Hus, et lille sygehus øst for Sankt Olai Kirke. Imidlertid blev lemmerne i 1541 overført til Vor Frue Kloster, og Sankt Nicolai Kloster henlagdes da til dette. Klosteret synes at være nedbrudt i 1600-tallet. Mens Sankt Anne og Sankt Nicolai Klostre således ikke spillede nogen større rolle, gælder dette ikke det tredje, Karmeliterklosteret eller Vor Frue Kloster, stiftet 1430 af Erik af Pommern. Dette kloster synes at have indtaget den højeste rang blandt de danske karmeliterhuse. Ordenens provincialprior menes at have haft sit sæde her. Det var tillige en rig stiftelse, som foruden i Helsingør og nærmeste omegn også havde mere fjerntliggende ejendomme, således i København og Assens (Helligåndshospitalet). I 1517 skænkede Christian II klosteret Sankt Jørgens Gård ved København, for at midler herfra kunne anvendes til det nyoprettede karmeliterkollegium i Sankt Pederstræde. Men allerede i 1522 mistede klosteret atter denne besiddelse. I reformationstiden spillede Vor Frue Kloster en vis rolle: Dr. Andreas Christensen var prior her, og herfra udgik to af tidens mest fremragende mænd, Povl Helgesen og Frants Vormordsen. I 1541 blev det omdannet til hospital, og som sådant benævntes det ofte (og endnu i sidste del af det 1600-tallet) Helliggæsthus. Et Sankt Jørgenshus for spedalske, beliggende uden for byen, omtales i Helsingørs stadsret af 1443. Helsingør havde et Sankt Gertrudsgilde, som ved kongeligt privilegium af 20. januar 1514 fik ret til de penge og anden ejendom, der fandtes på lig, som drev ind på stranden mellem Nivå og Hornbæk, da det havde påtaget sig den pligt at begrave de inddrevne lig.
Af dokumenter vedrørende Helsingør fra første halvdel af 1500-tallet nævnes for øvrigt kong Hans’ brev af 29. december 1508 til øvrighed og borgere i Helsingør om at omgive byen med grave og befæstning på grund af krigsforholdene. Denne plan blev dog aldrig ført ud i livet. Frederik I’s brev af 15. juli 1532 om, at sundtolden fremdeles skal oppebæres i Helsingør, da Christian II havde henlagt dens oppebørsel til København. Dom for Kongens Retterting af 5. maj 1541 angående forholdet mellem Helsingør og Helsingborg, hvorefter Helsingørs borgere, der "ikke have i deres By et Torv som andre Købstæder, da maa de frit købe Korn og ædende Varer til deres Behov i andre Købstæder og Lande uden Told undtagen paa Fiskerlejerne". De måtte derfor også handle på Helsingborg på samme måde, hvorimod det også blev tilladt for Helsingborgs borgere at handle på Helsingør. Et kongebrev af 11. december 1547 bestemte, at der hver lørdag skulle være torvedag i Helsingør, og at følgende sogne skulle gøre tilføring med korn og andre varer: Karlebo, Lynge, Grønholt, Asminderød, Lillerød, Tikjøb, Nøddebo, Blovstrød, Herlev, Frerslev og Tjæreby,. Med andre ord gjaldt det for hele området ned til Sjælsø og sydøst for Arresø.

### Renæssancen
Op gennem 1500-tallet blev  Helsingør ramt af mange ulykker. Byen ødelagdes af ildebrand i 1500, ig blev senere igen, i 1523, afbrændt af lübeckerne. Under Grevens Fejde i 1535 blev byen indtaget for dog, tillige med slottet Krogen, året efter at blive generobret. Pesten hærgede Helsingør i 1536 og 1583: I dette sidste år skulle så mange som 1.200 mennesker være døde. En epidemisk sygdom, "svede-sygen“, hjemsøgte også Helsingør 1529. Trods alle disse ulykker kom byen nogenlunde til kræfter igen. Sundtolden bidrog hertil. Desuden  havde Frederik II under den svenske krig erfaret, at "Krogen" ikke var et tilstrækkeligt værn til at sikre sundtoldens opkrævning. Derfor lod kongen i årene 1574–83 opføre et anseligt renæssanceslot, som fik navnet Kronborg. Foruden at fungere som fæstning, var Kronborg også en jævnlig besøgt kongebolig, hvilket dog for byen betød ikke ringe ulemper for som følge af indkvartering og transport af soldater og hofsinder. Mange udlændinge tog også ophold i Helsingør, deriblandt nogle fra Nederlandene flygtede calvinister, af hvilke flere skal have været formuende folk. At Søborg ved århundredets midte udtrådte af købstædernes tal, bidrog også til Helsingørs øgede betydning. Men den stigende velstand og med det voksende besøg af fremmede synes sædeligheden at have været for nedadgående, hvad der kan ses af Frederik IIs brev af 13. juli 1574 "om løsagtige Kvindfolk i Helsingør". Et kongebrev af 28. august 1566 tillod, at borgerne i Helsingør måtte lade købe korn og andet i Isefjorden og ved Sundby Færge (senere Frederikssund).
Et kongebrev af 13. juli 1574 forbød de nederlandske calvinister, der var flygtede til Helsingør, under gudstjenesten at gøre gæstebud, spadsere på gaden og deslige. Der blev givet nye privilegier for Helsingør af 13. januar 1577 i anledning af Kronborgs anlæggelse. Der var tale om, at de gamle privilegier blev stadfæstet samtidig med, at byens borgere fik skattefrihed i 20 år mod, at de skulle "herberge vore Hofsinder" og føre dem og andre, der kommer med pas, over til Helsingborg. Den 10. juli 1570 fik  Henrik Mogensen fuldmagt til at forhandle med kongen om vands indledning til Helsingør. Ved bevilling af 16. juli 1581 fik Peither Pester tilladelse til at oprette et apotek. Ved kongebrev af 6. januar 1582 befaledes Sjællands biskop og borgmesteren i Helsingør, at den tyske ugedagsgudstjeneste, der nogle år forinden var indført i Mariekirken for nederlændere og tyskere, skulle holdes efter kirkeordinansens bestemmelser på de samme dage som i de danske kirker, nemlig onsdag og fredag.
Et mønsterregister af 3. juni 1583 på borgernes mandtal angav, at der i byens fire kvarterer var 137 hageskøtter, 63 dobbeltsoldnere med rustning, sværd og spyd, 14 med kort værge, i alt 214 bevæbnede, foruden borgmester og råd, i alt ni mand i rustning med sværd og spyd; 200 ubevæbnede af håndværkere og aldrende mænd. Selv om størstedelen af disse 414 personer var familiefædre, indebærer opgørelsen, at indbyggertallet for hele byen næppe har oversteget 2.000-3.000. Et kongebrev af 25. oktober 1616 pålagde opbyggelsen af en ringmur. Ved kongebrev af 4. marts 1631 om Helsingørs handel i Limfjorden hævdes borgernes ret til handel, "fordi de ingen Axeltorv have". I årene 1607–1614 blev der præget mønt i Helsingør.
Fra begyndelsen af Frederik IIIs tid stammer den svenske resident Magnus Durells relation til dronning Christina, hvori han oplyser om Helsingør: 
"Byen har ingen stor Handel, men dens Flor bestaar for det meste i Toldboden, som bestaar af 2 Toldere, 6 Toldskrivere, en Besøger og en Toldbodtjener. Nogle Faa bo her, som have smaa Fartøjer, hvormed de sejle paa Fiskefangst eller om Høsten opfiske, hvad som af Storm og Uvejr kan blive borte i Kattegat eller mellem Skagen og Helsingør. Undertiden sejle de op til Danzig, Königsberg eller andre Steder i Østersøen, hvorfra de hente Korn, som de om Vinteren udhøkre. Dog ere flere af disse fremmede end Danske, nemlig Hollændere, Embdere og Hamborgere“.
I 1618 og igen i 1654 blev byen ramt af sygdomsepidemier, som fik indbyggertallet til at falde. Ifølge kirkebogen for Sankt Mariæ sogn (den eneste bevarede fra købstaden på denne tid) begravedes 221 mennesker, men en optegnelse nævner, at 2.168 mennesker i alt døde i året 1654 svarende til omkring en tredjedel af byens indbyggere.
Under Karl Gustav-krigene (1658-1660) blev Kronborg  besat af svenske tropper, under hvis bombardement byens østlige del led meget, og udskrivningerne i Helsingør, som stod i forbindelse dermed, bragte store byrder og ulemper for byen.

### Under enevælden
Nogen erstatning for de tab, byen havde lidt forud for og under svenskekrigene fik den efter freden i form af den indvandring af skåninger, som ikke ville træde i undersåtligt forhold til Sverige. 1672 opgjordes folketallet til 4.033.
I året 1682 bestemtes, at Helsingør skulle være blandt de købstæder, der måtte handle på fremmede lande. Magistraten udvidedes samtidig til 2 borgmestre og 5 rådmænd. Den 12. maj 1685 fik færgelavet sine første lavsartikler. Færgemændenes antal bestod af ca. 100. Først i 1691 fik byen den så ofte tidligere påankede mangel af et axeltorv afhjulpen, idet pladsen for en afbrændt gård midt i byen blev udlagt til torveformål. Skønt Helsingør var blandt de købsteder, der havde ret til skibsfart på udlandet, ses det dog af en beretning fra magistraten af 2. april 1704, at byen ikke ejede noget skib til at rejse med på udlandet og kun 12 fartøjer til indenlandsk fart, fra 1 til 8 læsters drægtighed.
I 1710–11 blev Helsingør hjemsøgt af den store smitsot, som synes at være bragt dertil med skibe fra Danzig, og under hvilken 1.800 eller henved en tredjedel af alle indbyggerne døde. Krigen med Sverige bragte samtidig og senere store besværligheder for byen i form af troppetransporter og indkvarteringer.
Den 26. september 1717 gav magistraten en udsigt over byens forfatning til stiftamtmanden, hvori anføres, at byen havde 399 gårde og huse, som vare beboede, hvor i blandt 27 grundmurede gårde, 76 gårde og huse i nogenlunde stand, dog ubeboede, samt 226 forfaldne huse og øde pladser. Den af Christian IV anordnede mur var formodentlig for længst nedfalden eller nedlagt, men en omhegning af grøfter og gærder for konsumptionens skyld var endnu vedligeholdt i 1722. Det er mærkeligt, at der i dette århundrede, efter at byen havde været hjemsøgt af pesten gentagne gange, viste sig en stor dødelighed blandt byens befolkning, således i 1727: 170 dødsfald mod 121 fødsler, i 1741: 220 dødsfald mod 136 fødsler. Den 8. januar 1750 bekendtgjordes det for det samlede borgerskab, at kongen havde overladt stedets told i forpagtning (for en sum af 5.400 rigsdaler årligt) fra det nye år af til nogle af de handlende, og borgerne opfordredes til at vise "samme Respekt og Føjelighed" imod toldforpagterne og deres betjente som hidtil mod majestætens egne betjente.
Fra året 1751 har man en meget interessant "demonstration“ fra magistratens side. Her efter var de virkelige borgeres antal 315 og borgerenkernes 37; af førstnævnte drev 304 og af sidstnævnte 24 borgerlig næring; i lavene vare 18 købmænd, 80 færgemænd, 5 vognmænd, 7 bagere, 11 slagtere, 7 smede, 6 snedkere, 6 skræddere, 15 skomagere og 7 handskemagere. I demonstrationen udtales, at handel og vandel med de gennem Sundet sejlende skibe var byens vigtigste næringsvej "foruden det lidet, den kunde have af Garnisonen og Bonden". Af særegne herligheder og privilegier havde byen kun frit tørveskær af 500 læs og oplagsfrihed på 3 år for franske vine og brændevine til udskibning, og endelig lå der til byen 486 tønder land udsæd af 123 tdr. hartkorn, som tilhørte dels borgerskabet dels fattigvæsenet.
Ved det 18. århundredes midte var der ikke megen handel og industri: i 1756 nævnes kommerceråd Classen som den eneste, der i Helsingør havde egne skibe, "hvormed han bruger Trafique til og fra fremmede Steder", i 1761 fik Adam Späth privilegium på at anlægge et sukkerraffinaderi. Byen havde endnu ikke nogen ordentlig havn, skønt anlæg af en sådan allerede i det 17. århundrede havde været flere gange på tale. Skibene måtte lægge til ved broer og bolværker, hvoraf flere vare bekostede privat af grundejerne, og den store skibs- eller toldbro befandtes 1721 så brøstfældig, at dens reparation blev påbudt. Først i 1764 toges der alvorlig fat på anlægget af en havn på den nordlige side af toldbroen, idet denne forlængedes noget over 200 fod i en sådan retning, at skibe, der dog ikke måtte stikke dybere end 8 fod, kunde ligge i sikkerhed for den, og i 1766 var anlægget færdigt. Samfærdselsmidlerne var heller ikke videre gode: år 1763 var vognmændenes antal aftaget fra 8 til 5 og deres heste fra 12 til 5 par, fordi vejen mellem Helsingør og København var så ringe: "Sanden ved Lokkerup og Webek" og især den opkørte stenbro gennem Humlebæk Skov ødelagde både heste og vogne, og der gik sjældent noget år, uden at de på "denne Tours lange og besværlige Distance tilsatte af begge Dele", og ture til Frederiksborg og andre steder forekom sjældent. Det var netop på den Tid, at anlægget af chausseen (kongevejen) fra København til Frederiksborg påbegyndtes, og omkring år 1790 blev den ført til Helsingør.
I 1769 var i henhold til folketællingen (uden garnison) 3.669 indbyggere, og i 1787 havde byen 4.829 indbyggere.
I første halvdel af 1800-tallet bidrog Øresundstolden til, at byen voksede og trivedes. Byen havde et stort antal skibsklarere og forsynede skibe, der var ankret op for at fortolde, med fornødenheder. I året 1840 klareredes over 15.000 skibe og i 1856 (Sundtoldens sidste år) over 20.000. Det største antal skibe på én dag var 353 og Helsingør var i århundredes midte den mest besøgte havn i Norden. Byen voksede hurtigt: i 1801 havde byen 5.282 indbyggere, i 1834 7.122 indbyggere, i 1840 7.645 indbyggere, i 1845 7.995 indbyggere, i 1850 8.111 indbyggere og i 1855 9.097 indbyggere. Øresundstoldens ophævelse i 1857 satte byen i dyb økonomisk krise, da skibene ikke længere behøvede at ankre op for at betale told, og byen havde i en periode et faldende indbyggertal: i 1860 havde byen kun 8.442 indbyggere svarende til et fald på 7,2%.

### Den tidligere industrialisering
Den stagnation, der ramte Helsingør efter sundtoldens ophævelse, varede dog kun kort. Forbedrede samfærdselsforhold, turisme og en begyndende industrialisering vendte snart udviklingen. Af stor betydning for byen var tillige, at den blev overfartsby til Helsingborg, herunder for tog. Derimod fik Helsingør aldrig nogen oplandshandel af betydning, idet Hornbæk og Espergærde allerede fra århundredeskiftet (1900) lagde beslag på den oplandshandel, der var. 

#### Tekniske forbedringer
Efterhånden gennemførtes flere forbedringer i de tekniske installationer i byen. Et gasværk blev opført i 1854. Det var ejet af et konsortium, "Det danske Gaskompagni", et engelsk selskab, der drev det for egen regning, idet der blev sluttet en overenskomst med kommunalbestyrelsen, hvorefter selskabet fik eneret til at forsyne byen med gas.
Med hensyn til byens vandforsyning, der tidligere var sket fra de syd for byen liggende damme, undergik vandværket en betydelig forbedring 1866 ved anbringelsen af filtrerapparater og ved anvendelsen af jernrør i stedet for trærør til Ledningerne, hvorved vandet fik en langt betydeligere
stighøjde således, at det kunne føres op i etagerne, men det afgav kun vand til interessenterne, de andre grundejere måtte selv anlægge brønde, og der blev derfor af kommunen, som købte det gamle vandværk, anlagt et nyt vandværk ude på Grønnehave.
Kloakledninger blev i årene 1867–94 førte gennem alle gader.

#### Jernbanen anlægges
I 1864 anlagdes en jernbane, Nordbanen, der gik fra København over Hillerød og Fredensborg til Helsingør.

#### Havnen udvides
Trods flere udvidelser viste havnen sig snart at være for lille. Den 15. februar 1866 blev givet koncession til at anlægge en stor havn nord for Kronborg, der ved en 110 fod bred kanal skulle sættes i forbindelse med den daværende havn, og som skulle være såvel stapelplads for handelen mellem Nordsøen og Østersøen som være en farefri nødhavn, hvor skibene i stedet for at ankre på reden kunne søge ind og afvente gunstig vind, og hvor store maskinværksteder skulle kunne optage konkurrencen med udlandet. Projektet kom dog aldrig til udførelse. Havnens udvidelse var fortsat påtrængende nødvendig, hvorfor man begyndte på nye overvejelser, og i årene 1878–1886 foretoges omfattende arbejder, hvorved indsejlingen blev forbedret, den søndre mole ombyggedes, et nyt bassin udgravedes ind i Grønnehave således, at havnen nu fik et fladeindhold af godt 11 tdr. land, hvoraf omtrent 8½ td. ld. havde en dybde af 22 engelske fod, resten 20 fod. Indløbets bredde blev 126 fod med en dybde af 22 fod. Kajernes samlede længde blev omtrent 5.000 fod, hvoraf omtrent halvdelen, som almindelig benyttes ved losning og ladning, blev forsynet med jernbanespor. Særlig betydning fik havnen i strenge isvintre, når sejladsen på København var standset, da den så benyttedes meget som tilflugtshavn. På den sydlige moles hoved opsattes et fast, rødt havnefyr, 21 fod over havet, af 6. orden. Desuden indrettedes der et fyr på Kronborg.
Ved lov af 30/3 1889 vedtoges anlæg af et dampfærgeleje for færgen til Helsingborg, som udførtes 1890-91 i havnens sydlige hjørne. Dampfærgen blev taget i brug i foråret 1892 med 5 gange daglig forbindelse mellem Helsingør og Helsingborg. Det gamle Færgelav blev ophævet i 1882, og færgefarten blev frigivet. Ved ophævelsen i 1882 talte færgelavet kun 25 færgemænd med 12 karle.

#### Den tidlige industrialisering
Fra midten af 1800-tallet oplevede Helsingør en begyndende industrialisering. Blandt virksomheder i og ved byen omkring 1855 fandtes Godthåb Glasværk med 51 ansatte, 6 teglværker (desuden 4 i Tikøb Sogn) med i alt 126 ansatte, 1 jernstøberi, 1 uldspinderi, farveri og trykkeri, 1 bomuldsvæveri, 2 tobaksfabrikker med i alt 17 ansatte, 1 maskinværksted for agerbrugsredskaber, 2 pottemagerier med 7 ansatte, 4 garverier med 13 ansatte. Desuden havde byen 2 skibsværfter (bådebyggerier) med 55 ansatte og især beskæftigede med skibsreparationer, 2 dampmelmøller.
I 1882 begyndte et nyt kapitel i Helsingørs historie, da Helsingør Skibsværft og Maskinbyggeri A/S åbnede. Af betydning var det tillige, at Wiibroes Bryggeri (grundlagt 1840) i 1896 begyndte at sælge øl på flasker. 
Helsingør blev først og fremmest en industriby. Ved århundredeskiftet havde byen af fabrikker og industrielle anlæg: glasværket "Godthaab", der lavede flasker i 2 ovne; 2 teglværker ("Nøjsomhed" og "Klostermosegaard"); 1 klædefabrik, hvormed var forbunden uldspinderi, farveri og trykkeri; 1 hvidevarespinderi (ca. 40 væve); 1 maskin-tapetfabrik; 2 tobaksfabrikker; 1 større garveri; 1 kalkbrænderi; 1 mineralvandstapperi; 1 eddikebryggeri; 1 bayersk- og 3 hvidtølsbryggerier; 1 brændevinsbrænderi med gærfabrik; flere større dampbagerier; 3 vindmøller og 2 dampmøller (hvoraf den ene dog i sommeren 1895 ikke var i virksomhed); 1 større slagteri, "Frederiksborg Amts Kreatur- og Andels-Slagteri" (anlagt 1894 på Grønnehave); 1 fiskenetfabrik (anlagt 1892 på Grønnehave); 1 træskibsbyggeri, der tilhørte et interessentskab (hovedvirksomheden var reparationer). Hvad, der dog særlig bidrog til at give byen et industrielt præg, var aktieselskabet „Helsingørs Jærnskibs- og Maskinbyggeri" (på Grønnehave, hvor den tidligere smukke Kronborg Allé lå), oprettet i henhold til koncession af 29. november 1881, med 7-800 arbejdere; i forbindelse med det stod en tørdok (mellem værftet og Kronborg). Dernæst aktieselskabet "Helsingørs Patent-Ophalingsbedings Interessantskab", oprettet 1878; det havde "ikke ringe Betydning og benyttes stærkt". Af andre større foretagender nævnes: aktieselskabet "Helsingørs Dampskibsselskab", oprettet 1881 ved sammenlægning af flere selskaber, og et interessentskab der drev Marienlyst Søbadeanstalt (aktieselskabet, der oprettedes 20. december 1885 og købte søbadehotellet, som er opført 1860—61 efter tegninger af Chr. Holsøe, lige som det lejede Marienlyst Slot med park, ophævedes 1888; slottet med parken tilhørte (og tilhører) kommunen).
Den 1. februar 1890 havde byen 11.076 indbyggere (ved en af byrådet den 1. februar 1895 foretagen tælling var indbyggertallet 11.553). Efter næringsveje fordeltes folkemængden 1890 i følgende grupper, omfattende både forsørgere og forsørgede: 1.604 levede af immateriel virksomhed, 4.718 af industri, 1.452 af handel og omsætning, 474 af søfart, 271 af jordbrug, 58 af gartneri, 108 af fiskeri, mens 1.729 fordeltes på andre næringsveje, 544 levede af deres midler, 104 nød almisse og 14 hensad i fængsel. Ifølge en opgørelse i 1906 var indbyggertallet 14.534, heraf ernærede 1.645 sig ved immateriel virksomhed, 396 ved landbrug, skovbrug og mejeridrift, 116 ved fiskeri, 8.141 ved håndværk og industri, 1.720 ved handel med mere, 1.356 ved samfærdsel, 560 var aftægtsfolk, 306 levede af offentlig understøttelse og 294 af anden eller uangiven virksomhed. Det var således omkring århundredeskiftet, at mere end halvdelen blev sysselsat ved håndværk og industri.

### Mellemkrigstiden
Gennem mellemkrigstiden var Helsingørs indbyggertal voksende: i 1921 15.457, i 1925 15.118, i 1930 15.841, i 1935 17.140, i 1940 17.965 indbyggere. Men samtidig skete der en vækst i forstaden Snekkersten, og også i Espergærde bosatte sig en række personer med arbejde i Helsingør, omend beskedent.
| År                      | 1921   | 1925   | 1930   | 1935   | 1940   |
| ----------------------- | ------ | ------ | ------ | ------ | ------ |
| Helsingør købstad       | 15.457 | 15.118 | 15.841 | 17.140 | 17.965 |
| Snekkersten             | 873    | 1.216  | 1.294  | 1.415  | 1.559  |
| Espergærde              | 769    | 1.032  | 1.606  | 1.849  | 1.912  |
| Helsingør med forstæder | 17.099 | 17.366 | 18.741 | 20.404 | 21.436 |

I henhold til erhvervstællingen 1925 fandtes der 364 virksomheder i Helsingør med 2.700 ansatte, heraf 2.042 egentlig industriarbejdere. Af disse var 165 sysselsat i næringsmiddelindustrien, 174 i tekstilindustrien, 71 i beklædningsindustrien, 248 i bygningsindustrien, 106 i trævareindustrien, 1.138 i metalindustrien og 140 i anden industri. Beskæftigelsen i metalindustrien skyldtes ganske overvejende skibsværftet.
Ved folketællingen i 1930 havde Helsingør 15.841 indbyggere, heraf ernærede 1.345 sig ved immateriel virksomhed, 7.541 ved håndværk og industri, 1.769 ved handel mm, 1.550 ved samfærdsel, 509 ved landbrug, skovbrug og fiskeri, 1.043 ved husgerning, 1.893 var ude af erhverv og 191 havde ikke oplyst indkomstkilde.
| Næringsveje             | Landbrug m.v. | Håndværk, industri | Handel og omsætning | Transport | Immateriel virksomhed | Hus- gerning | Ude af erhverv | Uangivet | I alt  |
| ----------------------- | ------------- | ------------------ | ------------------- | --------- | --------------------- | ------------ | -------------- | -------- | ------ |
| Helsingør købstad       | 509           | 7.541              | 1.769               | 1.550     | 1.345                 | 1.043        | 1.893          | 191      | 15.841 |
| Snekkersten             | 278           | 352                | 147                 | 146       | 77                    | 117          | 161            | 16       | 1.294  |
| Espergærde              | 274           | 453                | 206                 | 184       | 81                    | 147          | 240            | 21       | 1.606  |
| Helsingør med forstæder | 1.061         | 8.346              | 2.122               | 1.880     | 1.503                 | 1.307        | 2.294          | 228      | 18.741 |

Helsingør udviklede i mellemkrigstiden et vist net af oplandsforbindelser: foruden Nordbanen (der i 1934 fik trinbræt ved Mørdrup), Kystbanen og Hornbækbanen busforbindelse mod Helsinge i 1922, busforbindelse til Snekkersten, Espergærde og Humlebæk i 1923 (forlænget til Sletten i 1930) og busforbindelse til Hornbæk i 1933 (1937 forlænget til Gilleleje).
Gennem det meste af det 20. århundrede stod og faldt Helsingørs udvikling med den lokale industris samt jernbanedriftens og færgefartens udvikling. Nok spillede såvel handel som offentlige tjenester (Helsingør fik Frederiksborg Amts centralbibliotek, sygehus, politistation, brandvæsen og tilsvarende tjenester), men de spillede en fortrinsvis tilbagetrukken rolle. Først hen imod århundredets slutning, da industrien aftog i betydning, tiltog de andre virksomheder tilsvarende i betydning.

### Redningen af de danske jøder
Helsingør og de omkringliggende fiskelejer spillede en central rolle i forbindelse med redningen af de danske jøder under 2. verdenskrig. Mange lokale var i involveret i redningsarbejdet, og flere af de helt store helte kom herfra. Ikke mindst Erling Kiær og de øvrige fra modstandsgruppen Helsingør Syklub, samt lægen Jørgen Gersfelt og ejeren af Snekkersten Kro, H.C. Thomsen. 

### Efterkrigstiden
Efter 2. verdenskrig fortsatte Helsingør sin befolkningsvækst. I 1945 boede der 18.930 indbyggere i købstaden, i 1950 21.010 indbyggere, i 1955 23.897 indbyggere, i 1960 26.658 indbyggere og i 1965 29.327 indbyggere. Forstaden Snekkersten voksede forholdsvis langsomt, mens Espergærde voksede stærkere, ikke mindst i kraft af tilflytning af indbyggere, der havde deres arbejde i Storkøbenhavn. Ifølge en opgørelse fra 1957 havde 40 % af Espergærdes indbyggere arbejde i Helsingør, 40 % i Hovedstaden, 12 % i resten af Nordøstsjælland og kun 8 % lokalt.
| År                      | 1945   | 1950   | 1955   | 1960   | 1965   |
| ----------------------- | ------ | ------ | ------ | ------ | ------ |
| Helsingør købstad       | 18.930 | 21.010 | 23.897 | 26.658 | 29.327 |
| Snekkersten             | 1.673  | 1.784  | 1.899  | 1.980  | *      |
| Espergærde              | 2.396  | 2.626  | 3.177  | 3.998  | *      |
| Helsingør med forstæder | 22.999 | 25.420 | 28.973 | 32.636 | 37.560 |

*tal mangler
Helsingørs fortsatte vækst bevirkede, at der blev nedsat et byudviklingsudvalg for Helsingøregnen omfattende Helsingør Købstadskommune, Tikøb Kommune og Asminderød-Grønholt Kommune. Dette udarbejdede en byudviklingsplan, som forudsatte Snekkersten og Espergærde som de vigtigste fremtidige byudviklingsområder, idet samtidig de tilbageværende ledige arealer inden for købstadskommunens grænser forudsattes at blive inddragne til byudvikling.

### Efter kommunalreformen i 1970
Ved kommunalreformen i 1970 blev Helsingør Købstadskommune og Tikøb Sognekommune slået sammen i Helsingør Kommune. Kort efter begyndte arbejdet med at udforme en ny kommuneplan for den nye storkommune. Dette skete på et tidspunkt, da sanering af umoderne byområder var i højsædet. I Helsingør valgte man under hensyn til de mange bevaringsværdige historiske bygninger at satse på bevarende sanering. Dette indebar at bygningerne i deres ydre skulle bevares og i deres indre omformes til moderne boligstandard. Gårdrydninger fandt sted i et vist omfang. Byfornyelsesprocessen skete karre for karre og tog af samme grund lang tid. Resultatet var, at det historiske miljø i vid udstrækning blev bevaret.
Et af de spørgsmål, kommuneplanen og saneringsplanlægningen skulle tage hensyn til, var spørgsmålet om behov for nye butiks- og servicelokaler. Det besluttedes, at dette behov skulle tilgodeses ved et såkaldt "afløsningscenter", Prøvestenscentret, placeret i byens sydlige udkant, hvor det kunne betjene både byens egne indbyggere og kommunens øvrige indbyggere takket være busforbindelser og gode parkeringsvilkår. Også en del af den kommunale forvaltning blev henlagt hertil. Da der i de første år efter kommunesammenlægningen skete en stor udbygning i boligområdet Vapnagård, var det nye butiks- og servicecenter fra begyndelsen sikret et lokalt kunde- og betjeningsopland.
En anden følge af kommuneplanlægningen var, at industrien i byens indre dele efterhånden blev flyttet ud til et nyt industriområde i byens sydlige udkant.

### Moderne tider
Helsingør er igennem en stor udbygning (ca. 1000 nye boliger fra 2010-2020) og fornyelse, idet der bliver brugt flere milliarder på etableringen af Kulturværftet, nyt Museet for Søfart, Kronborg fritlægges, udvidelse af Nordhavnen og strandpark, helt nyt atletikstadion, nye store luksusejerlejligheder tæt på vandet (fx Kronborg strandby), nye erhvervsområder samt et nyt egnsteater "HamletScenen" som kommer til at forgå i det nye Kulturværftet samt på Kronborg. Byens største boligområde, Vapnagaard Arkiveret 1. november 2020 hos  Wayback Machine er blevet renoveret i perioden 2012-2015 for en samlet pris på over 700 millioner kroner Arkiveret 15. september 2016 hos  Wayback Machine.  Med kørsel på under 30 min. til Helsingør fra København bor der også en del som pendler til København eller til Helsingør.
Der arbejdes på, at byen skal have en fast forbindelse til Helsingborg i Skåne. Løsningen forventes at blive den såkaldte HH-tunnel.

## Geografi

### Bydele og kvarterer
Helsingør består af Centrum, Gefionsparken, Grønnehave, Grønningen, Højstrup, Marienlyst, Nøjsomheden, Skotterup, Snekkersten, Sundparken, Vapnagaard, samt uden for byen Mørdrup-Espergærde og Kvistgård.

## Transport og infrastruktur

### Færgeforbindelser
I 1892 åbnedes færgeforbindelsen til Helsingborg, og da Kystbanen åbnede i 1897, blev Helsingør til et trafikknudepunkt til resten af Skandinavien. 
I 1930'erne voksede Helsingørs befolkning betragteligt, og byens areal tredobledes indtil 1970'erne.
Efter 2. verdenskrig havde DSB monopol på tog- og bilfærgetraffiken til Helsingborg, men i 1950'erne startede svenske Linjebuss en konkurrerende bilfærgelinje, LB-færgerne, fra to terminaler på Kronborgsiden af havnen. Og i 1960'erne tilkom de norskflagede Sundbusserne for passagerer uden bil. 
I 1970'erne og 1980'erne afgik en båd tæt på hver femte minut til Helsingborg, og de tre rederier transporterede årligt over 30 millioner passagerer. DSB-færgerne og Sundbusserne afgik hvert kvarter og LB-færgerne hvert tyvende minut.
I denne periode var der også en linje fra Snekkersten til Helsingborg med et enkelt fartøj, "Marina", der var umådeligt populært blandt de lokale (ikke mindst pensionister, der her havde et mødested til søs).

#### Færger i 1970-erne og 1980-erne
DSB
- Helsingør (s.k. "u-båd" med cafeteria under tog- og bildæk)
- Hälsingborg (s.k. "u-båd" der ikke omdøbtes til "Helsingborg", da byen fik sin danske stavemåde tilbage)
- Najaden
- Holger Danske
- Kärnan
- Kronborg

LB
- Carola
- Betula
- Regula
- Ursula
- Dana Scarlett (reserve under nogle år; udvendig bygget som Carola)

Sundbusserne
- Magdalone
- Erasmus
- Pernille
- Jeppe

m.fl.

#### Færgefarten i 1990-erne og senere
Godstrafikken på bane blev flyttet til DanLink forbindelsen i 1986 og det blev besluttet at omlægge færgefarten, så man samlede hele færgefarten i Havnens sydlige del for derved at kunne frigøre hele området omkring Kronborg med henblik på en rekonstruering af de gamle forsvarsanlæg. Som følge heraf blev havnens sydlige del udvidet mod øst, der blev anlagt nye opmarch-arealer for biler til færgerne, og der blev opført direkte adgang fra Helsingør station til færgerne via en lukket gangbro.  En bivirkning af flytningen af færgefarten var, at en stor del af gennemfartstrafikken inde i byen til færgelejerne ved Kronborg nu forsvandt. Samtidig blev Knutpunktet bygget i Helsingborg.
Selskabet Scandlines blev dannet og samlede de gamle DSB- og SFL-færger og 2 nye færger - M/F Tycho Brahe og M/F Aurora af Helsingborg - blev bestilt og de nye færgeoverfart blev sat i værk 4. november 1991 sammen med 2 SFL-færger og 2 DSB prinsesse-færger. Dog blev M/F Aurora af Helsingborg først sat i drift april 1992. Senere er de gamle færger fases ud og erstattet af færgen M/S Hamlet, som kom i drift 1997.
Frem til 1990-erne var der også foregået overførsel af jernbanevogne mellem Helsingør og Helsingborg. Disse personvogne holdt altid på Helsingør stations østlige spor. Her kunne de rejsende fra Danmark påstige vognene. Ved afgang blev vognene aflåste, paskontrol gennemgik vognene og kontrollerede de rejsende, og vognene blev efterfølgende skubbet om bord på færgen med et rangerlokomotiv. Når dette skete, blev trafikken på Havnevej midlertidigt lukket med bomme og klokker. I Helsingborg blev vognene hentet på færgen og påkoblede de svenske tog til Stockholm. En lignende procedure foregik i modsat retning.  og persontrafikken blev afviklet ved åbningen af Øresundsforbindelsen i 2000.

### Fast forbindelse til Helsingborg
Der har siden 1970'erne været planer om en fast forbindelse, som en tunnel til Helsingborg. Projektet undersøges løbende af bl.a. af Helsingborgs kommun og Region Hovedstaden, og kan påvirke lokalområder.

## Erhverv
Helsingør tiltrækker mange store og små virksomheder i disse år og med sine over 5000 firmaer er det Nordsjællands største erhvervs by når man tæller antal virksomheder. Byen har åbnet op for salg af erhvervsgrunde og fokuserer meget på erhvervslivet. I dag er det alle slags firmaer, der bosætter sig i byen og omegnen (fx Siemens, Bavarian Nordic, Triumph, Peter Beier Chokolade, Oticon, Lauritz.com, Trelleborg Sealing Solutions og Coloplast og mange flere). Nordsjællands Politis hovedsæde ligger i Helsingør. Helsingør har mange iværksættere bl.a. inden for kunst, IT, og detailhandel. Helsingør tilbyder også iværksætterkurser for interesserede. Helsingørs egentlige industriområder ligger i byens sydvestlige del nær Kongevejen. Byens gamle industrier i bymidten er nu afviklede og kontorlokaler og kultur har overtaget.
Folk i Helsingørs omegn laver en del af deres indkøb i Helsingør men også i Helsingborg, desuden langs motorvejen til København fx i Hørsholm Midtpunkt og i Lyngby Storcenter samt ikke mindst i København. I nutiden købes meget på nettet. Der imod er konkurrencen beskeden fra Fredensborgs, Hillerøds og Helsinges side.

### Detailhandel
Som den tredjestørste by på Sjælland er byen fyldt med specialbutikker og mange store kædebutikker  (ca. 500 butikker, fra Helsingør syd (Espergærde) til spidsen af Helsingør (Kronborg), som gør det til Handelscentrum i Nordsjælland med flest butikker). Helsingør er et handelscentrum for det nordligste Sjælland og Helsingborg-området inden for mange produktgrupper, handelslivet er domineret af omegnens indbyggere, af grænsehandelen med Sverige og af de mange turister fra hele verden, som kommer og ser Kronborg og byen. Helsingørs legendariske vare er Brostrædeis. 
Helsingør Bycenter (delvis ombygget 2012), Prøvestenscenteret (Nordsjællands største center for pladskrævende varer),  Meretecenteret.
Planlagte er Gefionscenteret (nyt 2016), Borupgaardcenteret + boliger (nyt 2017).

## Uddannelse
Helsingør har mange tilbud til unge og ældre: der er 2 STX (gymnasier), 3 stk. HF, SOSU H, Unord Erhvervsskolen Nordsjælland med EUD, tømrer, sejlmager og bådbygger (ca, 80 mio. nyt uddannelsesmiljø er ved at blive bygget, klar ca. 2025), Marinbiologisk universitet, VUC, teknisk skole, Den Internationale Højskole, FGU, STU og mange tilbud for videreuddannelse, kurser m.m. fx på LO-skolen inden for ledelse, Marinbiologisk universitet Helsingør, Beredskabsstyrelsens Kursuscenter m.m. HF & VUC bygger helt ny campus i Helsingør by som er færdigt 2019/20 samt at man er ved at finde en grund til placeringen af en stor campus, som skal indeholde flere forskellige uddannelser. Tidligere lå Helsingør Teknikum i byen, der stod for uddannelsen af skibsingeniører i Danmark, og fra 1962 også maskiningeniører og plastingeniører. Teknikum lukkede i 1994, og fusionerede med DTU.   
På grund af Øresundssamarbejdet kan man bruge Helsingborg Campus, som er et universitet med 13 forskellige uddannelsesretninger på enten bachelor- eller masterniveau, fortrinsvis indenfor biologi, ingeniørfag, ledelse og markedsføring. Derudover udbydes også en lang række kortere kurser. Campus ligger kun 5 km fra Helsingør, i Skåne.

## Kultur
Helsingør by og omegn har et meget livligt kulturliv med Kronborg som centrum. Helsingør Revyen er kendt tilbage fra 1917. Herudover kan nævnes HamletScenen som producerer og præsenterer nationalt og internationalt teater på Kronborg. Bl.a. ved den årlige Danmarksbegivenhed, i august, Shakespeare at Hamlet's Castle.
På det gamle Helsingør Skibsværft er Kulturværftet åbnet som kulturcenter. I 2013 åbnede Museet for Søfart i tilknytning til Kulturværftet.

### Arkitektur
Helsingør har været forskånet for store brande, hvorfor en stor del af bymidten i dag består af huse fra 1500-1800 tallet. Det er dog især de to store kirkebebyggelser, der dominerer Helsingør. Byens domkirke, Sankt Olai Kirken er byens ældste bygning, de ældste dele af kirken stammer fra 1200-tallet, hvor den var på størrelse med en lille romansk landsbykirke. Kirken, som den står i dag, er dog fra 1559. Kirken er bemærkelsesværdig på grund af de mange indvendige udsmykninger, hvoriblandt kalkmalerierne og prædikestolen bør fremhæves.
Ved siden af domkirken findes Sankt Mariæ Kirke og Vor Frue Kloster. Klosteret er et karmeliterkloster, som i dag står som det mest velbevarede klosteranlæg i hele Norden. Især imponerende er de nyrestaurerede kalkmalerier og orglet, der stort set ser ud, som det gjorde i 1660'erne, da den berømte komponist og organist Dietrich Buxtehude spillede på det.
Helsingør er blandt andet hjemsted for LO-skolen og Den Internationale Højskole.
Det gamle Helsingør Theater er revet ned, men blev genopbygget 1961 i Den Gamle By i Aarhus, hvor det i dag bruges til kulturelle begivenheder.

### Seværdigheder
- Kronborg
- Erik af Pommern statue
- Sankt Olai Kirke (Nordsjællands Domkirke)
- Vor Frue Kloster (inklusiv Sankt Mariæ Kirke)
- Marienlyst Slot (samt Kongens Have)
- Danmarks Tekniske Museum
- Helsingør Bymuseum
- Øresundsakvariet
- Handels- og Søfartsmuseet
- Montebelloobservatoriet
- Skibsklarerergaarden (Sundtoldens historie)
- Værftsmuseet
- Kulturværftet

### Sport
I Helsingør og omegn er der mulighed for golf, fodbold, håndbold, mountainbike, windsurfing, Kitesurf, havkajak, squash, sejlads, vandpolo, tennis, fægtning, skydning, kampsport samt ca. fem fitnesscentre. Der er lige blevet afsat et stort beløb til fornyelse af atletikstation samt der kommer multipark med parkour, skøjtebane (vinter), skateboard samt friluftscene (2010) ved Prøvestenscentret.
I Helsingør ligger også Helsingør Roklub som er provinsens ældste roklub (stiftet i 1883)

#### Svømmehaller og Wellness
- Comwell, Wellness, spa & Restaurant
- Hotel Marienlyst, Wellness, svømmehal, bølge pool, Restaurant og Casino
- Helsingør svømmehal, Svømmehal, fitness center (på tale at lave en ny kæmpe svømmehal)
- Helsingør therm, Lille Svømmehal til eks. babysvømning, gravid træning m.m.
- Helsingør Vandspejlet Wesselsvej 2, Lille Svømmehal til eks. babysvømning, gravid træning m.m.

### Venskabsbyer
- Pärnu
- Vaasa
- Rueil-Malmaison
- Uummannaq
- Sanremo
- Harstad
- Helsingborg
- Umeå

## Kendte bysbørn
- Dietrich Buxtehude, komponist, (1637–1707)
- Christian de Meza, general, (1792–1865)
- H.C. Andersen, forfatter (kort periode 1826-1827 Helsingør Latinskole), (1805–1875)
- Carl Wiibroe, bryggeriet Wiibroes grundlægger,  (1812–1888)
- August Ferdinand Michael van Mehren, orientalist, (1822–1907)
- Ludvig Lorenz, matematiker og fysiker, (1829-1891)
- William Thalbitzer, inuitforsker,  (1873–1958)
- Julius Thornberg, violinist, (1883-1945)
- Jørn Utzon, arkitekt (kort periode 1937), (1918–2008)
- Simon Spies, rejsekonge, (1921–1984)
- Ove Verner Hansen, operasanger og skuespiller, (1932–2016)
- Beatrice Palner, skuespiller, (1938–2013)
- Erik Wedersøe, forfatter,  (1938−2011)
- Carsten Bo Jensen, sanger, politiker, (1958–)
- Mikkel Hansen, håndboldspiller, (1987–)
- Joachim Boldsen, håndboldspiller, (1978-)